# Ворт, Адам
Адам Ворт (англ. Adam Worth; 1844, Пруссия — 8 января 1902, Лондон) — американский преступник XIX века. Детектив Скотланд-Ярда Роберт Андерсон назвал его «Наполеоном преступного мира», и он обычно упоминается как «Наполеон преступлений».

## Ранняя жизнь
Родился в бедной еврейской семье в Германии. Его настоящая фамилия была «Верт». Когда ему было пять лет, его семья переехала в Кембридж, штат Массачусетс, в Соединённые Штаты Америки, где его отец стал портным. В 1854 году он сбежал из дома и переехал сначала в Бостон, а затем, в 1860 году, — в Нью-Йорк. Он работал клерком в универмаге в течение одного месяца.
Когда началась Гражданская война, Ворту было 17 лет. Он солгал о своём возрасте и был зачислен в армию Союза. Ворт служил во 2-й Нью-Йоркской батарее тяжёлой артиллерии L (позже названной 34-й Нью-Йоркской батареей) и получил звание сержанта через два месяца. Он был ранен во Втором сражении при Булл-Ране 30 августа 1862 года и был отправлен по морю в Джорджтаунский госпиталь в Вашингтон (округ Колумбия). В госпитале он узнал, что он был указан в списках как «погиб в бою», и после выздоровления покинул его.

## Преступная карьера
Ворт стал «наёмным прыгуном»: он начал присоединяться к различным полкам под вымышленными именами, получал свою плату, выполнял небольшую работу, а затем дезертировал. Когда Национальное детективное агентство Пинкертона начало отслеживать его, как и многих других, использующих подобные методы, он бежал в Нью-Йорк и затем в Портсмут.
После войны Ворт стал карманником в Нью-Йорке. Со временем он основал свою собственную банду воров-карманников, а затем приступил к организации грабежей и краж. Когда он был пойман за кражу денег из сейфа фургона компании Adam Express, он был приговорён к трём годам лишения свободы в тюрьме Синг-Синг, но бежал через пару недель и возобновил свою преступную карьеру.
Ворт начал работать на известную в криминальных кругах женщину-авторитета и автора преступных схем Фредерику «Марм» («Учительница») Мандельбаум. С её помощью около 1866 года он начал заниматься ограблениями банков и магазинов, в конце концов перейдя к планированию своих собственных краж. В 1869 году он помог Мандельбаум вытащить медвежатника Чарли Булларда из тюрьмы в Уайт-Плейнс через туннель.
Вместе с Буллардом Ворт обокрал хранилище Бойлстонского Национального банка в Бостоне 20 ноября 1869 года — опять же через туннель, на этот раз из соседнего магазина. Банк предупредил сыщиков Пинкертона, которые отследили партию ящиков, которые Уорт и Буллард использовали для переправки добычи в Нью-Йорк. Ворт решил переехать в Европу вместе с Буллардом.

## Действия в Европе
Буллард и Ворт сначала отправились в Ливерпуль. Буллард взял имя «Чарльз Х. Уэллс», нефтяник из Техаса. Ворт прикинулся финансистом по имени «Генри Джадсон Рэймонд» — имя, которое он будет использовать в течение многих лет после этого. Они начали соревноваться за благосклонность барменши по имени Китти Флинн, которая в конце концов узнала их истинные личности. Она стала женой Булларда, но Ворт при этом отнюдь не впал в её немилость. В октябре 1870 года Китти родила дочь, Люси Аделайн, а семь лет спустя — вторую дочь по имени Кэтрин Луиза. Отцовство этих двух девочек остаётся дискуссионным вопросом. Вполне возможно, что Китти сама не знала, кто был их отцом, но Буллард и Ворт оба предъявляли права на каждого ребёнка. Уильям Пинкертон считал, что обе дочери Китти были от Адама Ворта.
Когда Булларды отправились в свадебное путешествие, Ворт начал грабить местные ломбарды. Он разделил добычу с Буллардом и Флинн, когда они вернулись, и вместе троица переехала в Париж в 1871 году.
В Париже полиция находилась в дезорганизации после событий Парижской Коммуны. Ворт и его сообщники основали «Американский бар», ресторан и бар на первом этаже и зал азартных игр на верхнем этаже. Поскольку азартные игры были незаконными, игровые столы были построены таким образом, что они могли в любой момент быть сложены внутрь стен и пола. С лестницы раздавался звонок, который предупреждал клиентов, прежде чем полицейские ворвутся. Ворт создал новую банду преступников, некоторые из соучастников были его старыми товарищами из Нью-Йорка.
Когда Алан Пинкертон, основатель Детективного агентства Пинкертона, побывал в этом месте в 1873 году, Ворт узнал его. Позднее парижская полиция совершила рейды на место несколько раз, и Ворт и Булларды решили отказаться от ресторана. Ворт использовал это место в последний раз, чтобы обмануть алмазных дилеров, и троица затем переехала в Лондон.

## Действия в Лондоне

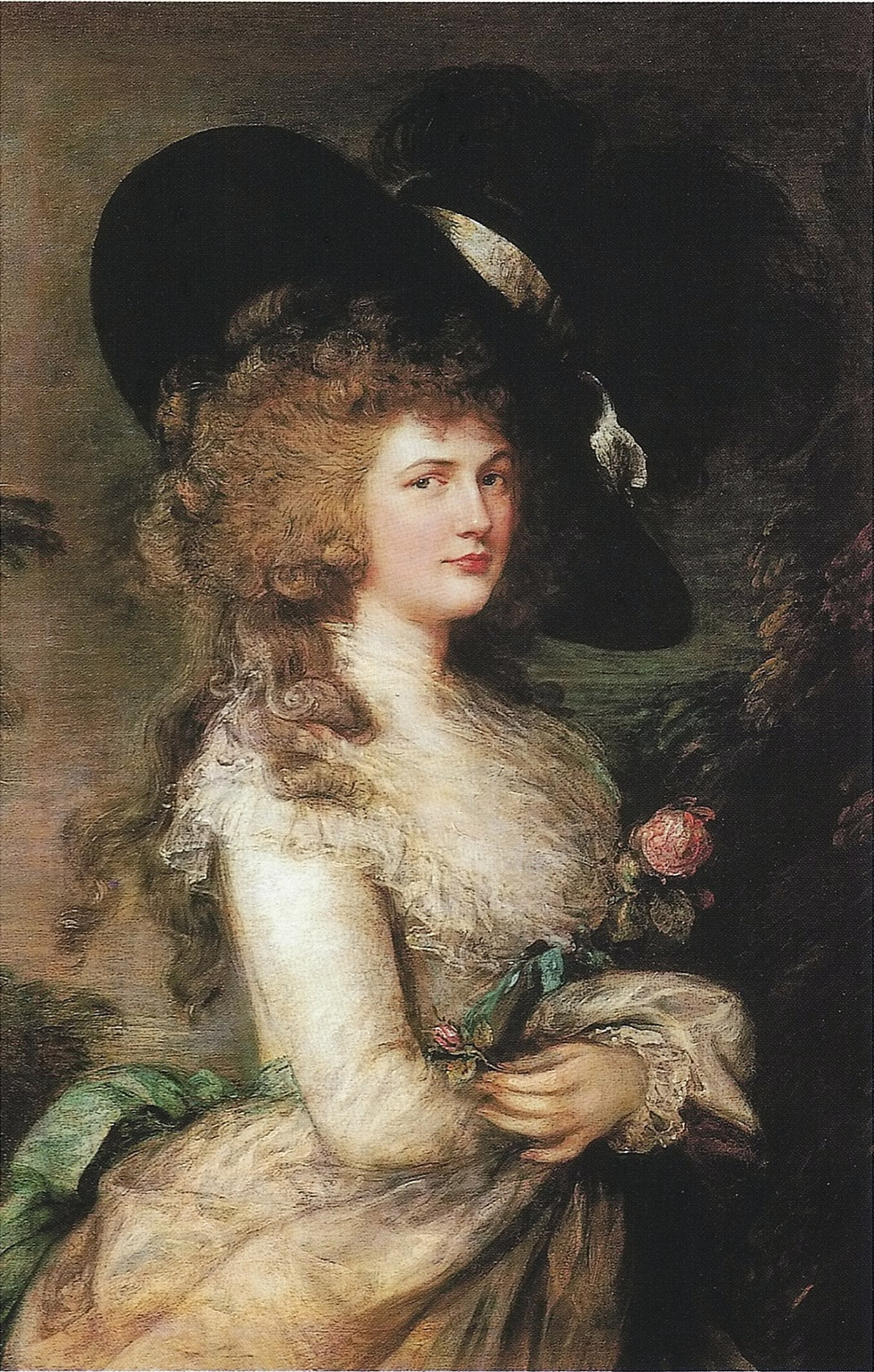
Портрет Джорджианы Кавендиш, герцогини Девонширской, кисти Томаса Гейнсборо (1787 г.), украденный Вортом в 1876 г.

В Англии Уорт и его сообщники купили Уэст-Лодж на Кэпхэм-Коммон (особняк в георгианском стиле на юге Лондона). Он также арендовал квартиру в Мэйфере и примкнул к высшему обществу. Он сформировал свою собственную преступную сеть и организовывал крупные грабежи и кражи через нескольких посредников. Те, кто участвовал в его схемах, никогда не знали его имени. Он настаивал на том, что его подчинённые не должны применять насилие.
В конце концов Скотланд-Ярд узнал о его сети, хотя они изначально были не в состоянии что-либо доказать. Инспектор Джон Шор сделал поимку Ворта целью своей жизни.
Проблемы начались, когда брат Ворта Джон был направлен обменять поддельный чек на деньги в Париже, — он был арестован и выдан в Англию; Ворту удалось вытащить его и добиться, чтобы его отправили обратно в США. Четверо из его бандитов были арестованы в Стамбуле за распространение поддельных чеков, и ему пришлось потратить значительную сумму денег, чтобы подкупить судей и полицию. Буллард стал более склонен к насилию, вследствие прогрессирующего алкоголизма. В конце концов он вернулся в Нью-Йорк. Китти вскоре последовала за мужем.
В 1876 году Ворт лично украл недавно вновь обнаруженную картину Томаса Гейнсборо с портретом Джорджианы Кавендиш, герцогини Девонширской, из галереи Лондона «Агню и сыновья» с помощью двух помощников. Он взял картину себе и не пытался её продать. Двое участвовавших в грабеже, Джинка Филлипс и Маленький Джо, потеряли терпение. Филлипс попытался заставить его рассказать о воровстве в присутствии осведомителя полиции, и Ворт быстро выгнал его. Ворт дал немного денег Джо для возвращения в США, где он пытался ограбить компанию Union Trust, был арестован и был допрошен Пинкертоном. Они предупредили Скотланд-Ярд, но всё ещё не могли ничего доказать.
Ворт хранил картину у себя даже тогда, когда путешествовал и организовывал новые схемы и грабежи. В конце концов он решил отправиться в Южную Африку, где украл на 500000 долларов необработанных алмазов. Вернувшись в Лондон, он основал компанию Wynert & Company, которая продавала алмазы по более низкой цене, чем конкуренты.
В 1880-х годах Ворт женился на Луизе Маргарет Больжан, используя имя Генри Реймонд, и у них родились сын Генри и дочь Беатрис. Возможно, его жена не знала о его реальной личности. Он контрабандно переправил картину в США и оставил её там.

## Ошибка и арест
В 1892 году Ворт решил посетить Бельгию, где Буллард находился в тюрьме. Тот работал с Максом Шинбурном, соперником Ворта, когда бельгийская полиция захватила их обоих. В Бельгии он услышал, что Буллард недавно умер.
5 октября Ворт организовал ограбление кареты доставки денег в Льеже с двумя подследственными партнёрами, одним из которых был американец Джонни Кертин. Грабёж был организован плохо, и полиция захватила его на месте. Двое других бандитов скрылись.
В тюрьме Ворт отказался назвать себя, и бельгийская полиция навела справки за рубежом. Нью-йоркская полиция и Скотланд-Ярд опознали его как Ворта, хотя Пинкертон не сказал ничего. Макс Шибурн, находившийся в бельгийской тюрьме, рассказал полиции всё, что знал. В тюрьме Ворт ничего не слышал о своей семье в Лондоне, но получил письмо от Китти Флинн, которая предложила финансировать его защиту.
Суд над Вортом состоялся 20 марта 1893 года. Прокурор использовал все факты, что знал о Ворте. Ворт категорически отрицал, что имел что-либо общее с различными приписываемыми ему преступлениями, заявив, что последний грабёж был глупым поступком, который он совершил из-за потребности в деньгах. Все другие обвинения, в том числе британских и американских полицейских, были просто слухами. Он утверждал, что его богатство нажито на законных азартных играх. В конце концов Ворт был приговорён к семи годам за грабёж и был отправлен в тюрьму города Лёвена.
Во время первого года в тюрьме Шибурн нанял других заключённых, чтобы избивать Ворта. Позже Ворт слышал, что Джонни Кертин, который должен был позаботиться о его жене, соблазнил и бросил её. Она сошла с ума и попала в психиатрическую лечебницу. Дети находились под присмотром его брата Джона в Соединённых Штатах.

## Освобождение и последние годы
Досрочно освобождён за примерное поведение в 1897 году. Вернулся в Лондон и украл 4000 фунтов стерлингов из магазина алмазов, чтобы получить средства к существованию. Когда он навестил свою жену, она едва узнала его. Он отправился в Нью-Йорк и встретился со своими детьми. Потом он встретился с Уильямом Пинкертоном, которому он описывал события своей жизни в мельчайших подробностях. Рукопись, которую Пинкертон написал после ухода Ворта, до сих пор сохранилась в архивах детективного агентства Пинкертона в Ван-Найс, штат Калифорния.
Через Пинкертона Ворт организовал возвращение портрета герцогини Девонширской галерее «Агню и сыновья» в обмен на 25000 долларов. Портрет был обменян на деньги в Чикаго 28 марта 1901 года. Ворт вернулся в Лондон со своими детьми и провёл остаток своей жизни с ними. Его сын, воспользовавшись соглашением между отцом и Аланом Пинкертоном, стал детективом в агентстве Пинкертона.
Умер 8 января 1902 года. Он похоронен на кладбище Хайгейт на участке для нищих под именем «Генри Дж. Раймонд». Небольшой надгробный памятник был воздвигнут на его могиле в 1997 году еврейским Американским обществом охраны памятников истории.